# 부커 T. & 더 M.G.'s
부커 T. & 더 M.G.'s(Booker T. & the M.G.'s)는 서던 솔과 멤피스 솔의 음을 형성하는데 영향을 끼친 미국의 인스트루멘탈 R&B/펑크 밴드다. 이 그룹의 원래 멤버는 부커 T. 존스(오르간, 피아노), 스티브 크로퍼(기타), 루이스 스타인버그(베이스), 알 잭슨 주니어(드럼) 등이었다. 1960년대에 스택스 레코드의 하우스 밴드 멤버로서, 그들은 윌슨 피켓, 오티스 레딩, 빌 위더스, 샘 & 데이브, 칼라 토마스, 루퍼스 토머스, 조니 테일러, 알버트 킹을 포함한 아티스트들의 수백 개의 음반으로 연주했다. 그들은 또한 1962년에 히트한 싱글 〈Green Onions〉를 포함한 그들 자신의 이름으로 기악 음반들을 발매했다. 독특한 스택스 사운드의 원조자로써, 이 그룹은 그 시대의 가장 다작하고 존경받고 모방된 그룹 중 하나였다. 1960년대 중반까지, 애틀랜틱 양쪽에 있는 밴드들은 부커 T. & 더 M.G.'s처럼 말하려고 했다.
1965년 스타인버그는 2012년 사망할 때까지 이 그룹과 함께 활동한 도널드 던으로 교체되었다. 알 잭슨 주니어는 1975년에 살해되었고, 그 후 던, 크로퍼, 존스는 윌리 홀, 안톤 피그, 스티브 조던, 스티브 포츠를 포함한 다양한 드러머들을 사용하여 여러 번 재회했다.
이 밴드는 1992년 로큰롤 명예의 전당, 2008년 테네시주 내슈빌에 있는 음악가 명예의 전당, 2012년 멤피스 명예의 전당, 2019년 블루스 명예의 전당에 헌액되었다.
특히 솔 음악과 멤피스 음악 장면이 일반적으로 흑인 문화의 보존으로 여겨졌던 시기에 백인 멤버 1명(크로퍼)과 흑인 멤버 3명(존스, 스타인버그, 잭슨 주니어)을 둔 부커 T. & 더 M.G.'s는 인종적으로 통합된 최초의 록 그룹 중 하나였다.